# リングピロー

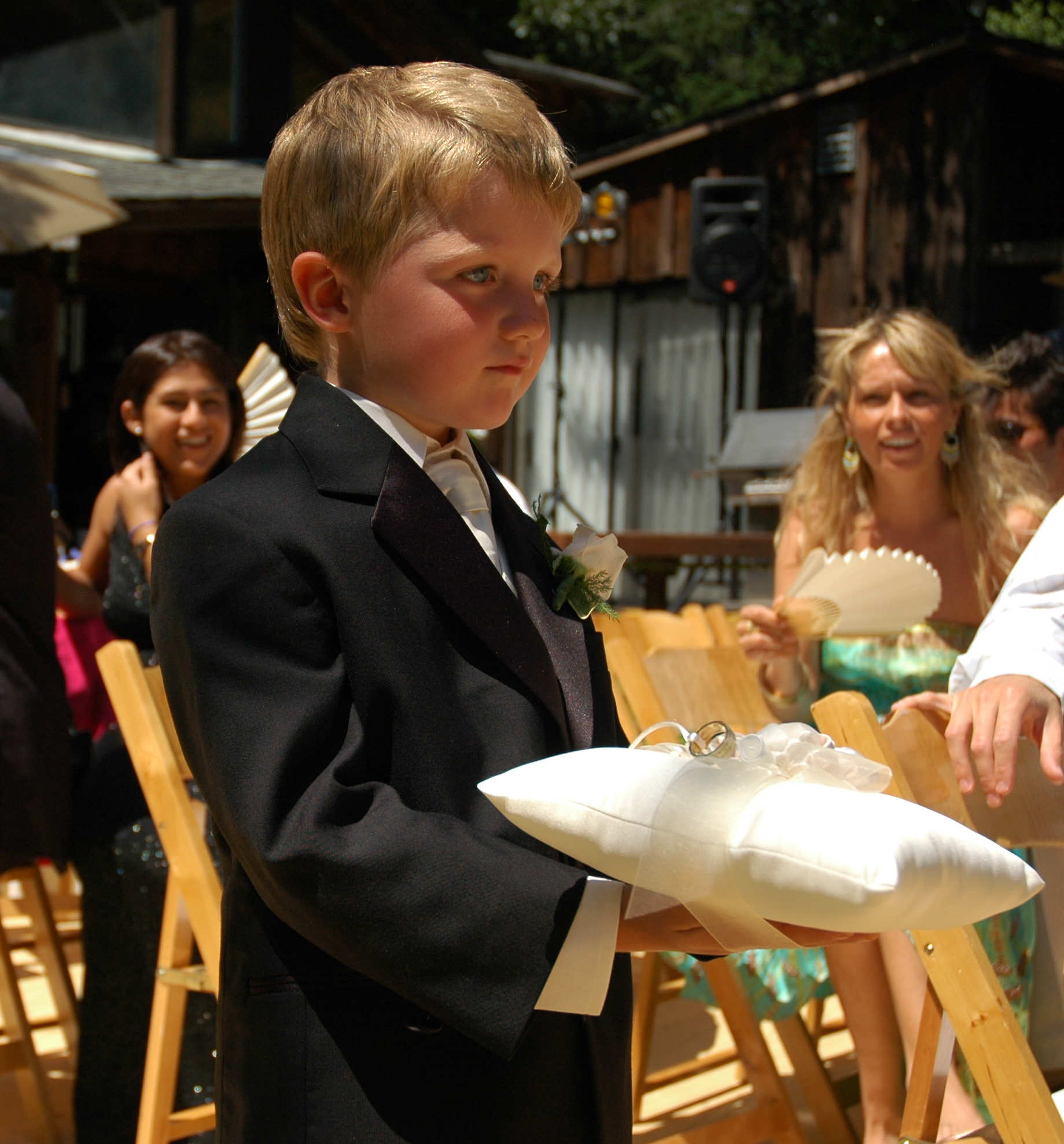
リングピローを持つ少年

リングピロー（英: ring pillow）とは、欧米の結婚式において指輪を交換する時までそれを置いておくもので、指輪をのせたリングピローを「リングベアラー」と呼ばれる小さな男の子が花嫁と一緒に入場して運ぶ。
リングベアラーがいない時は牧師が用意する場合もある。
小さな枕状のものからきていて、最近のものは指輪がのるくらいの小さなものだが昔はもう少し大き目のものだったそう。

## 由来
「結婚式に使ったリングピローを、産まれてくる赤ちゃんに3日間ファーストピローとして使うと、その赤ちゃんは健康かつ幸せに育つ」という話があるが、これは欧米のウェディングプランナーは誰も知らない話であり、日本人がつくった逸話の可能性があり
リングピローの本当の由来、歴史は、以下の通りである
- 古代エジプトでは結婚式が行われている間、宝石を装飾的な枕状のものの上にのせて飾っていた。
- 侍従や召使などが王族、皇族方に何かを渡す際、直接手で渡すという事はなくピローにのせて渡していた。
- ヨーロッパで結婚指輪を交換することが一般的になった。

これらの風俗が結合し、ヨーロッパの結婚式でピローの上に宝石（リング）がのせられて運ばれるようになる。これがリングピローの歴史である。
また現代の欧米では、「結婚式でリングを運ぶ」という役（リングベアラー）を、新郎新婦のファミリー内の10歳くらいまでの男児が務めるが、この男児がリングピローにのせて運ぶ指輪は本物でなく、イミテーションである。これは、キリスト教に「子供に高価なものを持たせてはならない」という教えがあるためで、本物の結婚指輪は、ベストマンやメイドオブオナーが持っており、リングベアラーがイミテーションのリングを届けたところで、彼らが本物に入れ替える。
古代ヨーロッパでは、リボンや縄で自分たちを一つに結ぶ事が「約束」を意味し、その事で結婚を表現していたので、リングピローについている紐には「お二人の愛の誓い、愛を約束する」という意味が込められている。

## 形状
一般的にクッション型でサイズは小さく、結婚式の色調に合わせるか、または白のシルクでできている。しかし、基本的には色やサイズに規定はなく、最近はバスケットやボックスにプリザーブドフラワーを入れたようなものや、ビーズやガラスで作ったもの、スワロフスキーを使ったもの、水引で作った和風のものなど色々ある。